# Pseudorhabdosynochus sinediscus
Espèce
Pseudorhabdosynochus sinediscus est une espèce de Monogène Diplectanidae, parasite sur les branchies d'un mérou. L'espèce a été décrite en 2007 par Lassâd Neifar (d) et Louis Euzet (d), et redécrite par Amira Chaabane (d), Lassâd Neifar et Jean-Lou Justine en 2017.

## Description

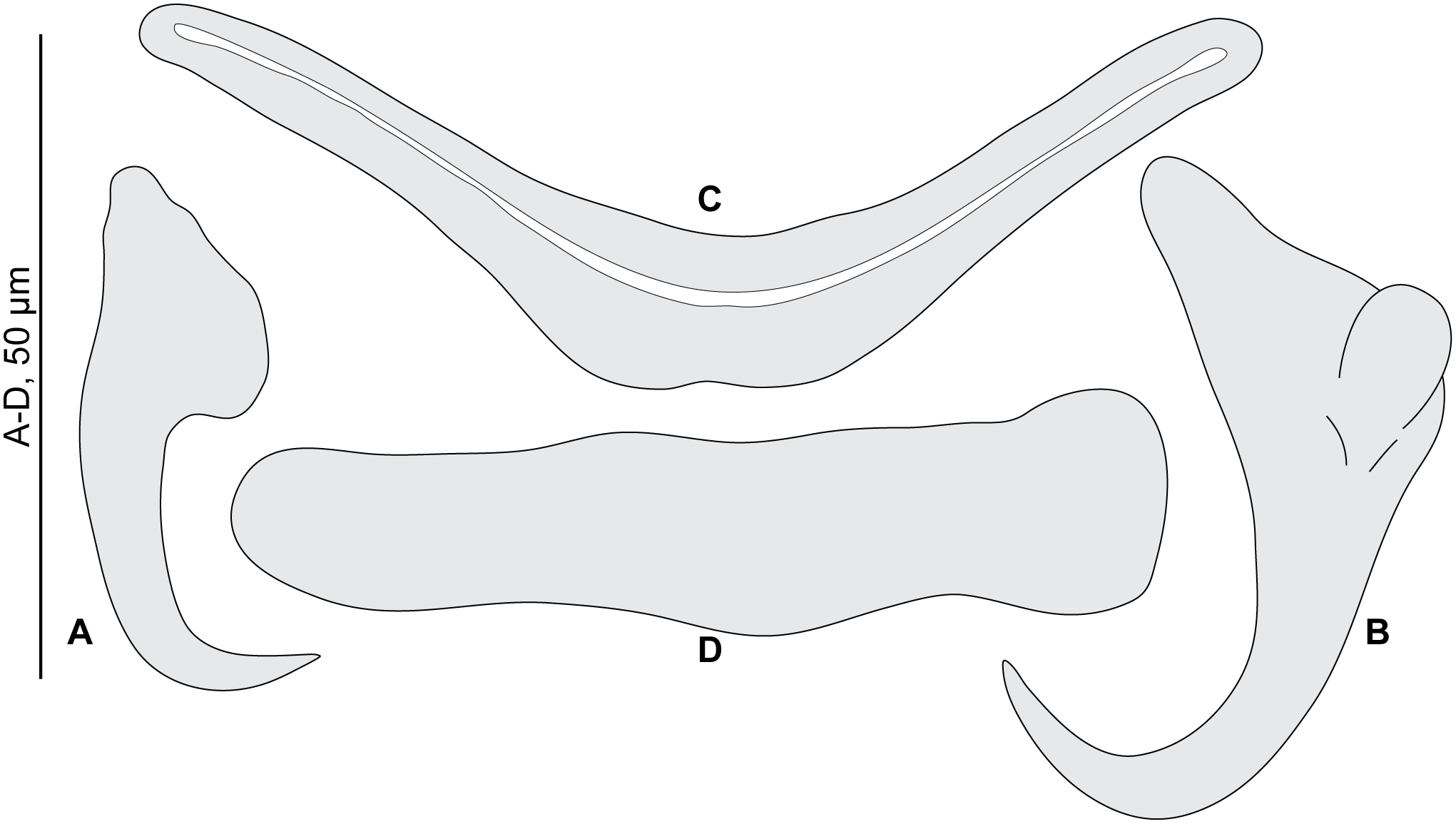
Pseudorhabdosynochus sinediscus, pièces sclérifiées du hapteur: on remarque l'absence de squamodisques.

Pseudorhabdosynochus sinediscus est un monogène de petite taille. L'espèce a les caractéristiques générales des autres espèces du genre Pseudorhabdosynochus, avec un corps plat et un hapteur postérieur qui est l'organe par lequel le Monogène s'attache à la branchie du poisson-hôte. L'organe copulateur mâle sclérifié, ou "organe tétraloculé" a la forme d'un haricot avec quatre chambres internes, comme chez les autres espèces de Pseudorhabdosynochus. Le vagin inclut une partie sclérifiée, qui est une structure complexe.
Contrairement à l'ensemble des autres espèces de Pseudorhabdosynochus qui sont pourvues de ces organes, le hapteur ne porte aucun squamodisque.
L'espèce a été redécrite par Amira Chaabane, Lassad Neifar, et Jean-Lou Justine en 2017 à partir du matériel-type et de spécimens additionnels de Tunisie .

## Étymologie
Le nom de l'espèce fait référence à l'absence de squamodisques, et est dérivé du latin "sine", indiquant l'absence, et "discus", contraction de “squamodiscus” .

## Hôtes et localités
Le Mérou badèche (Mycteroperca costae) est l'hôte-type de Pseudorhabdosynochus sinediscus. La localité-type est la Mer Méditerranée au large de la Tunisie .